# Orlando Bloom

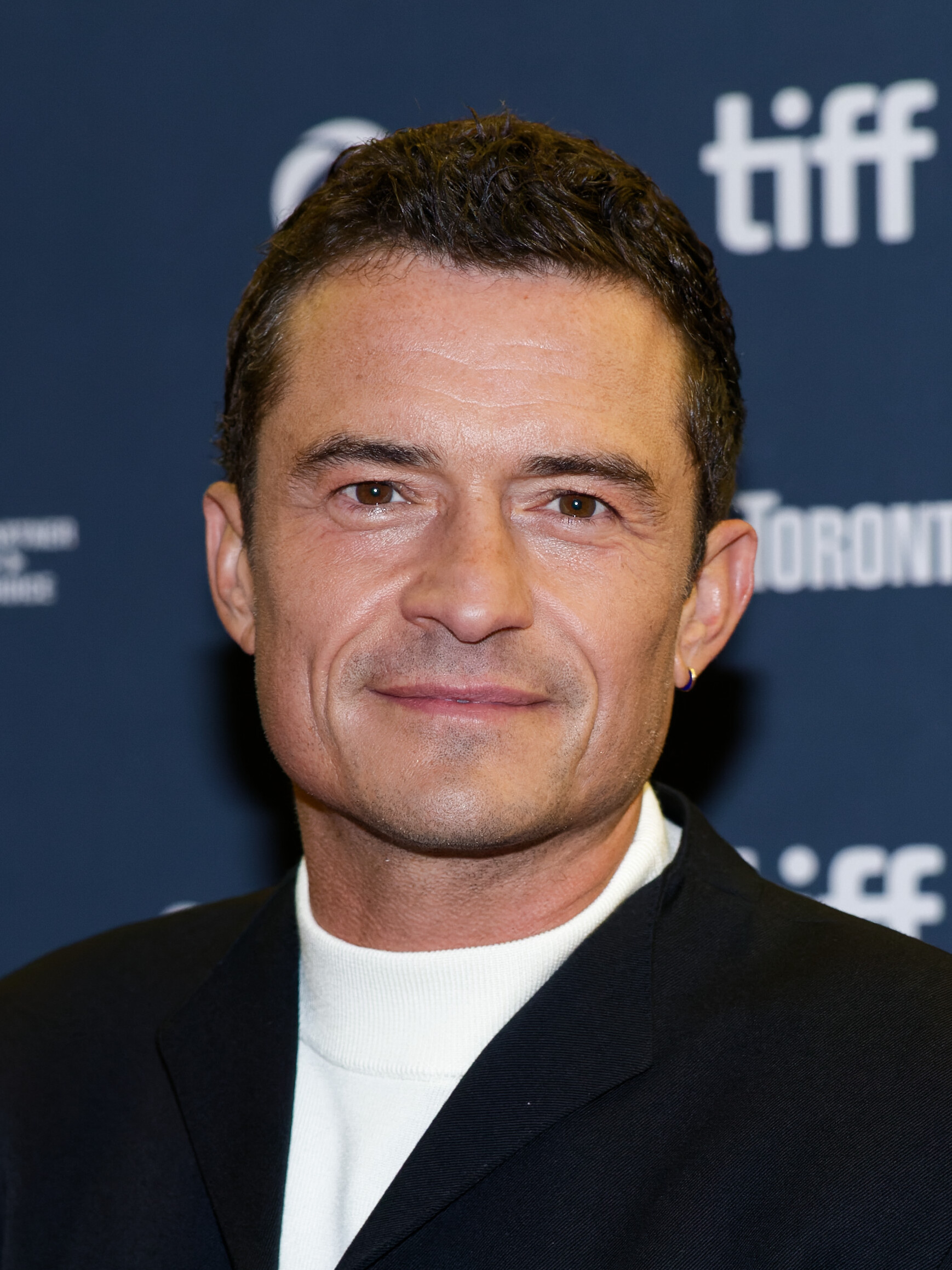
Orlando Bloom (2024)

Orlando Jonathan Blanchard Copeland Bloom (* 13. Januar 1977 in Canterbury, England) ist ein britischer Schauspieler. Bekannt wurde er als Legolas in der Herr-der-Ringe-Trilogie und als Will Turner in der Pirates-of-the-Caribbean-Reihe.

## Jugend
Orlando Bloom ist der Sohn der Kinderbuchautorin Sonia Copeland-Bloom. Sein rechtlicher Vater ist der südafrikanische Journalist und Bürgerrechtler Harry Bloom. Erst im Erwachsenenalter erfuhr er, dass sein biologischer Vater sein Taufpate Colin Stone, ein Schuldirektor und enger Freund der Familie, ist. Bloom besuchte verschiedene Schulen in seiner Geburtsstadt Canterbury und litt in seiner Jugend unter Legasthenie. Seine Familie war sehr religiös und überzeugtes Mitglied der anglikanischen Kirche.

## Karriere
Ersten Kontakt mit der Schauspielerei und dem Rezitieren von Text bekam Bloom durch die christliche Erziehung, die ihm und seiner Schwester Samantha durch ihre Mutter zuteilwurde – nach eigenen Angaben mussten die Kinder jeden Sonntag Bibelverse auswendig lernen. Mit 16 Jahren zog Bloom nach London und schrieb sich an der Schauspielschule National Youth Theatre für Jugendliche und junge Erwachsene ein. Er verdiente sich in dieser Zeit auch erste Sporen als Komparse und Nebendarsteller. In der Produktion Wilde über Oscar Wilde von 1997 hatte er seinen ersten, kurzen Auftritt in einem Kinofilm. Bloom spielte einen Strichjungen; sein Dialog beschränkte sich auf einen einzigen Satz. Diese Szene bildet jedoch eine Schlüsselszene des Films: Oscar Wilde erkennt durch die Präsenz des Strichjungen erstmals seine eigene Homosexualität. Bloom bekam daraufhin einige Angebote für Film und Fernsehen, welche er ablehnte, um seine Ausbildung an der Guildhall School of Music and Drama zu beenden.
Zwei Tage nach seinem Abschluss an der Guildhall School wurde Bloom mitgeteilt, dass er die Rolle des Elben Legolas in der Herr-der-Ringe-Verfilmung würde spielen dürfen. Er hatte beim Casting zwar für die Rolle des Faramir vorgesprochen, doch war Peter Jackson überzeugt, in ihm den perfekten Legolas gefunden zu haben. Bloom verkörperte den Elb Legolas in allen drei Teilen der Trilogie und wurde dadurch weltweit bekannt. Anschließend übernahm er in Ridley Scotts Kriegsfilm Black Hawk Down eine kleine Nebenrolle.

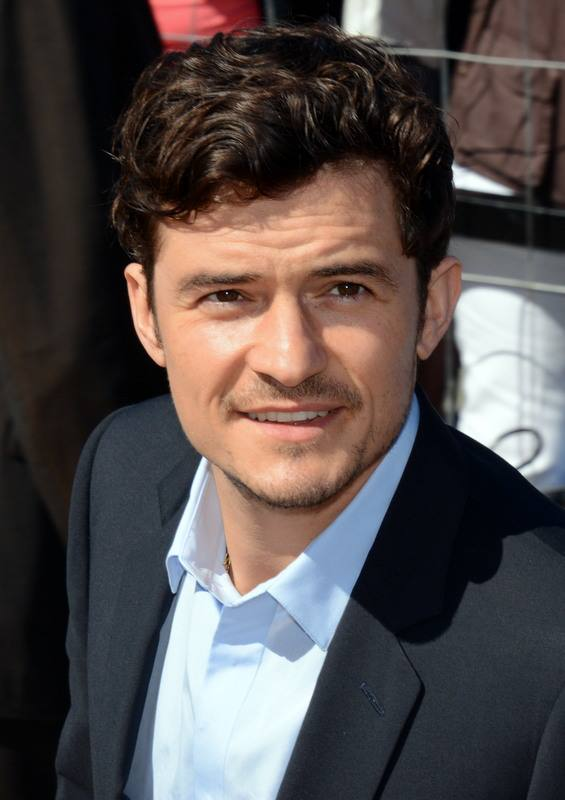
Orlando Bloom (2013)

Ab dem Jahr 2003 verkörperte Bloom fortlaufend die Rolle des Will Turner in der Reihe Pirates of the Caribbean. In Wolfgang Petersens Troja (2004) agierte Bloom an der Seite von Brad Pitt und Diane Kruger in der Rolle des Paris. Bei der Independent-Produktion Haven (2004) beteiligte er sich erstmals als Co-Produzent und trat an der Seite von Bill Paxton auf.
Er übernahm 2005 die Hauptrolle in Ridley Scotts Historienepos Königreich der Himmel. Für diesen Film erhielt er den Publikumspreis Jameson People’s Choice Awards. Im Herbst 2005 zeigte Bloom sich mit dem Film Elizabethtown, in dem er an der Seite von Kirsten Dunst und Susan Sarandon spielte, erstmals in einer neuzeitlichen Komödie. Dabei konnte er die Kritiker mit einer soliden Leistung überzeugen, doch an den Kinokassen blieb der Film hinter den Erwartungen zurück. Die Produktionskosten wurden erst mit der DVD-Veröffentlichung wieder eingespielt.
Im August 2010 begannen unter der Regie von Paul W. S. Anderson die Dreharbeiten in Bamberg und Würzburg zur Neuauflage von Die drei Musketiere (2011) in 3D, worin Bloom an der Seite von Christoph Waltz den Herzog von Buckingham spielt. Seit März 2011 ist Bloom das neue Werbegesicht von Hugo Boss Orange.
In der dreiteiligen Verfilmung des Tolkien-Romans und Herr-der-Ringe-Prequels Der Hobbit übernahm er erneut die Rolle des Legolas.

## Privatleben

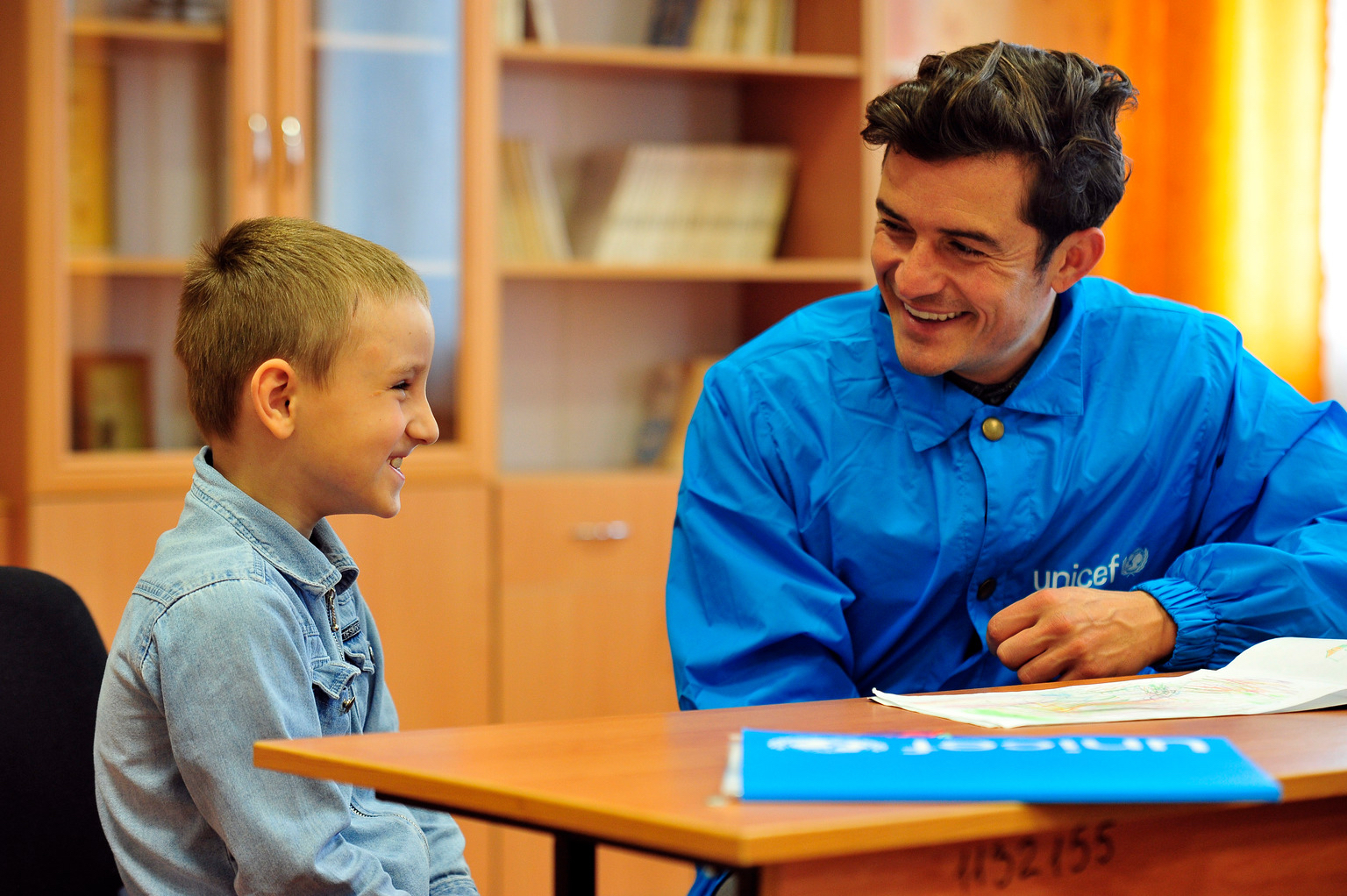
Orlando Bloom ist ein aktiver Unterstützer der Organisation UNICEF

Bloom kommt aus einer kreativen Familie. Seine Schwester Samantha Bloom ist ebenfalls Schauspielerin. Sein Cousin ist der Dokumentarfilmer und Fotograf Sebastian Copeland, sein Onkel der französische Dirigent Jean-Claude Casadesus. Der als Anglikaner aufgewachsene Bloom ist Buddhist und Anhänger der neuen religiösen Bewegung Sōka Gakkai. Er ist zudem ein aktiver Unterstützer der Organisation UNICEF.
Von 2002 bis September 2006 führte er eine On-Off-Beziehung mit der Schauspielerin Kate Bosworth. Seit dem 21. Januar 2007 war er mit dem Model Miranda Kerr liiert. Am 21. Juni 2010 wurde bekanntgegeben, dass das Paar sich verlobt hatte, die Heirat erfolgte am 22. Juli 2010. Am 19. August 2010 gab Kerr bekannt, dass sie und Bloom ihr erstes gemeinsames Kind erwarten. Am 6. Januar 2011 wurden sie Eltern eines Jungen.
Am 25. Oktober 2013 wurde bekannt, dass sie sich getrennt haben. Von Anfang 2016 bis März 2017 war er mit der US-amerikanischen Sängerin Katy Perry liiert. Nach einer Beziehungspause kamen Orlando Bloom und Katy Perry im April 2018 wieder zusammen. Am 14. Februar 2019 haben sich die beiden verlobt. Seit August 2020 sind die beiden Eltern einer Tochter. Im Juli 2025 wurde die Trennung bekannt gegeben, wobei sich beide weiterhin auf die gemeinsame Tochter im Rahmen eines familiären Verhältnisses konzentrieren möchten.
Im Juli 2010 wurde Bloom von der University of Kent in der Kathedrale von Canterbury mit einem Ehrengrad ausgezeichnet. Im April 2014 wurde Bloom ein Stern auf dem Hollywood Walk of Fame (Nr. 2521) gewidmet.

## Engagement für die Umwelt
Blooms Cousin Sebastian Copeland ist ein Umweltschutzaktivist und Fotograf. Orlando Bloom begleitete ihn 2007 auf einer Forschungsexpedition, auf einem alten norwegischen Eisbrecher, um Bewusstsein für den Klimawandel zu schaffen. Bloom schlief dabei in einer Koje und teilte Bad und Toilette mit 27 anderen Männern. Ihre Erfahrungen publizierte Sebastian Copeland in dem Buch Antarctica – The Global Warning. Bloom schrieb die Einführung für dieses Buch und das Vorwort für das 2008 erschienene und ebenfalls von Copeland geschriebene Buch Antarctica – A call to action.
Orlando Bloom ist Mitglied der Meeresschutzorganisation Sea Shepherd und Botschafter für das Internationale Grüne Kreuz. Bloom hat sein Haus energieeffizient eingerichtet. So hat er Solarmodule installiert, recycelte Materialien verwendet und auf Energiesparlampen umgestellt. Darüber hinaus nimmt Bloom an Konferenzen und anderen umweltschutzbezogenen Veranstaltungen teil und ernährt sich vegetarisch.

## Filmografie (Auswahl)

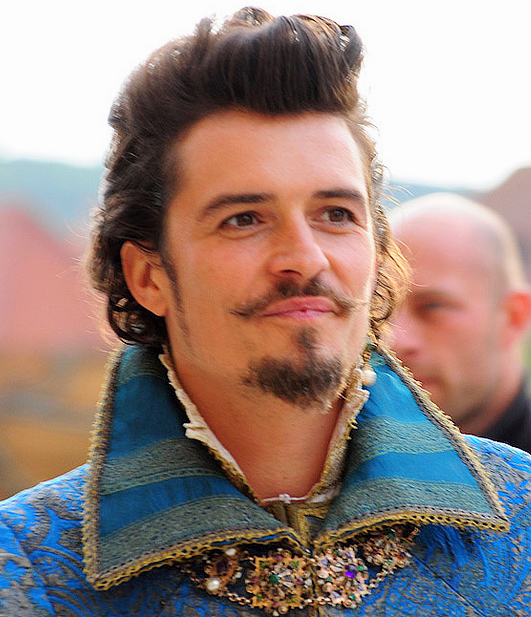
Bloom bei den Dreharbeiten zu Die drei Musketiere in Würzburg (2010)

- 1994–1996: Casualty (Fernsehserie, 3 Folgen)
- 1997: Oscar Wilde (Wilde)
- 2000: Inspector Barnaby (Midsomer Murders, Fernsehserie, Episode 3x03: Der Mistgabel-Mörder (Judgement Day))
- 2001: Der Herr der Ringe: Die Gefährten (The Lord of the Rings – The Fellowship of the Ring)
- 2001: Black Hawk Down
- 2002: Der Herr der Ringe: Die zwei Türme (The Lord of the Rings – The Two Towers)
- 2003: Gesetzlos – Die Geschichte des Ned Kelly (Ned Kelly)
- 2003: Fluch der Karibik (Pirates of the Caribbean: The Curse of the Black Pearl)
- 2003: Der Herr der Ringe: Die Rückkehr des Königs (The Lord of the Rings – The Return of the King)
- 2004: Calcium Kid (The Calcium Kid)
- 2004: Troja (Troy)
- 2004: Haven
- 2005: Königreich der Himmel (Kingdom of Heaven)
- 2005: Elizabethtown
- 2006: Pirates of the Caribbean – Fluch der Karibik 2 (Pirates of the Caribbean: Dead Man’s Chest)
- 2006: Love and Other Disasters
- 2007: Pirates of the Caribbean – Am Ende der Welt (Pirates of the Caribbean: At World’s End)
- 2009: New York, I Love You
- 2010: Main Street
- 2010: Sympathy for Delicious
- 2011: The Good Doctor – Tödliche Behandlung (The Good Doctor)
- 2011: Die drei Musketiere (The Three Musketeers)
- 2011: Fight for Your Right Revisited
- 2013: Zulu
- 2013: Der Hobbit: Smaugs Einöde (The Desolation of Smaug)
- 2014: Romeo and Juliet
- 2014: Der Hobbit: Die Schlacht der Fünf Heere (The Hobbit: The Battle of the Five Armies)
- 2016: Easy (Fernsehserie, Episode 1x06)
- 2017: Pirates of the Caribbean: Salazars Rache (Pirates of the Caribbean: Dead Men Tell No Tales)
- 2017: Romans – Dämonen der Vergangenheit (Romans)
- 2017: Unlocked
- 2017: The Shanghai Job (S.M.A.R.T. Chase)
- 2019–2023: Carnival Row (Fernsehserie)
- 2020: The Outpost – Überleben ist alles (The Outpost)
- 2021: Needle in a Timestack
- 2023: Gran Turismo
- 2024: Red Right Hand
- 2025: Deep Cover

## Auszeichnungen
- 2002 Empire Award: Best Debut Actor[24]
- 2002 PFCS Award: Best Acting Ensemble[24]
- 2002 MTV Movie Award: Breakthrough Male Performance[24]
- 2003 Hollywood Breakthrough Award: Breakthrough Actor – Male[24]
- 2003 OFCS Award: Best Ensemble[24]
- 2003 PFCS Award: Best Acting Ensemble[24]
- 2003 NBR Award: Best Acting By An Ensemble[24]
- 2004 Critics Choice Award: Best Acting Ensemble[24]
- 2004 MTV Movie Award: Sexiest Hero[24]
- 2004 Teen Choice Award[24]
- 2005 The Jameson People’s Choise Awards 2005: Bester Schauspieler (Publikumspreis)[24][25]
- 2006 Teen Choice Award[24]
- 2007 Teen Choice Award[24]
- 2008: Goldene Himbeere (Nominierung) als Schlechtester Nebendarsteller für Pirates of the Caribbean – Am Ende der Welt
- 2010 Bambi: Charity
- 2014 Stern auf dem Hollywood Walk of Fame

## Sonstiges
- Bloom litt an Dyslexie.[26]
- Bloom ist seit Ende 2004 praktizierender Buddhist in der Nichiren-Tradition der Sōka Gakkai.[27]
- Bloom lebt derzeit in London und zeitweilig in Los Angeles.
- In seinen bisherigen Filmen wurde er auf Deutsch überwiegend von Philipp Moog synchronisiert. In den Fluch der Karibik-Filmen und Black Hawk Down übernahm dies jedoch Matthias Deutelmoser.
- Bloom ist in seiner Rolle des Legolas Hauptdarsteller des Mashup-Videos They’re Taking The Hobbits To Isengard. Diese Rolle parodierte er 2013 zum Abschluss der Dreharbeiten zu Der Hobbit: Die Schlacht der Fünf Heere in einem kurzen Videoclip.[28]
- Seit 2007 engagiert er sich für das UN-Kinderhilfswerk und wurde 2009 zum Ehrenbotschafter ernannt.
- 2013 spielte er in mehreren Werbespots für die Eissorte Magnum mit. Die Spots wurden u. a. in Spanien und der Türkei ausgestrahlt.
- Orlando Bloom wird im Titelsong der Serie Hannah Montana erwähnt.